# A4b

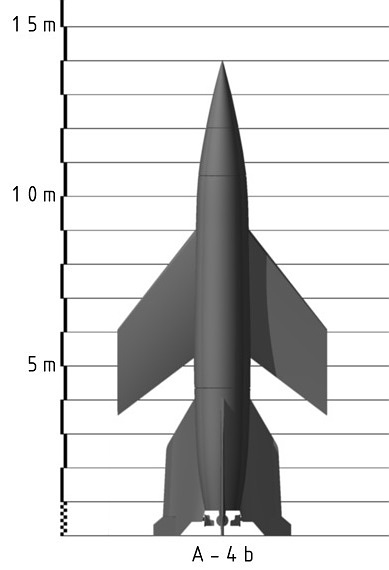
O foguete Aggregat-4b.

Agregado-4b, em alemão: Aggregat-4b, literalmente Agregado-4b, ou simplesmente Montagem-4b, foi a designação de um projeto de uma versão com asas do A-4. 

## Histórico
Ele foi desenvolvido durante 1944 e 1945 com a intenção de dobrar o alcance do A-4. Os primeiros testes foram realizados em 27 de dezembro de 1944, 13 de janeiro de 1944 e 24 de Janeiro de 1945, em Peenemünde. Também foi planejada uma versão tripulada. As primeiras duas tentativas foram abortadas, enquanto o terceiro lançamento ocorreu com êxito, porém o foguete não atingiu o alcance planejado devido a uma falha na asa. O programa foi cancelado neste ponto.
A ideia de acrescentar asas a um A-4 nasceu em junho de 1939, quando um dos projetistas que trabalhava com Walter Riedel, Kurt Patt, propôs que a alta energia acumulada pelo míssil imediatamente antes de se despenhar fosse gasta para criar planagem aerodinâmica. Em teoria, por este processo o alcance do A-4 seria aumentado para 550 km. Wernher von Braun adoptou entusiasticamente a ideia porque lhe parecia ser um método fácil e barato de duplicar o alcance do A-4. O desenho original de Kurt Patt era o de uma asa voadora com o motor do A-4, mas von Braun cedo o abandonou para enveredar na forma mais conhecida do A-4 com a adição de asas laterais.
A partir de 1938 foram lançados de Peenemünde-Este uma série de mísseis com várias formas de asa propulsionados com motores Walter de hidrogénio peróxido. O objectivo destes testes não era propriamente o míssil A-4b, mas reunir elementos para a construção de um míssil antiaéreo não guiado proposto pelo Wa Pruf 11, mas os dados assim recolhidos foram depois utilizados no desenvolvimento do A-4b.
A concepção de asas capazes de serem eficientes em voo supersónico estava para além do conhecimento dos melhores aerodinamicistas da época. Sabedor das suas limitações nesse domínio, o Arsenal requereu a colaboração da Zeppelin, que foi aceita. Desta colaboração resultaria em 1941 o primeiro desenho funcional: uma simples asa virada para trás. O trabalho neste míssil continuaria até 1942 acabando por ser congelado devido à saturação atingida no trabalho noutras áreas. Somente nos últimos meses do conflito é que o projecto renasceria, recebendo então a designação A-4b, crê-se que a simples adição de um "b" pretenderia fazer com que o projecto beneficiasse das mesmas prioridades industriais de que já gozava o A-4. É possível que o A-4b tenha tido a sua origem como apenas uma justificação para que Kammler continuasse a apoiar a equipa de investigadores de von Braun, que era muito pressionada para produzir resultados. Mas a von Braun não conseguiria travar a transferência da maior parte dos seus desenhadores para o projecto Wasserfall. Com os últimos quatro que lhe restavam, iniciou o trabalho no A-9. O A-9 tinha sido concebido com o próximo modelo na série de misseis do programa de misseis do Arsenal, mas um grupo de trabalho de dimensões tão reduzidas não podia realizar nenhum progresso considerável, daí a quase paragem dos trabalhos até ao verão de 1944.
O colapso da frente em França, após o desembarque aliado na Normandia levou Kammler a ordenar a Peenemunde que descobrisse meios rápidos de aumentar o alcance do A-4, visto que era previsível que a breve trecho a Alemanha deixasse de poder controlar as zonas costeiras que permitiam aos A-4 atingirem solo britânico. Mas o avanço aliado - que parecera imparável até aos alemães - deter-se-ia em setembro de 1944, ainda antes de chegar à Países Baixos, ou seja, permitindo que os A-4 continuassem a ser disparados contra Londres, o único alvo que importava realmente atingir com uma arma essencialmente psicológica como a V-2. Mas dado o volume de material e a quantidade de divisões desembarcadas em França pelos Aliados era de prever que a Países Baixos fosse também libertada, pelo que o alcance projectado de 500 km do A-4b permitiria continuar a disparar mísseis sobre Londres a partir de rampas no norte da Alemanha. Assim, para dar nova vida ao A-4b em setembro cancelou-se o programa A-7 e os melhoramentos que se previam introduzir no A-4, recuperando alguns dos recursos e pessoal perdidos.
Fizeram-se os primeiros ensaios no túnel de vento com um A-4 a quem se colocaram quatro asas em cruz. Mas a aerodinâmica não era a maior dificuldade, mas a necessidade de criar servomotores suficientemente poderosos para controlarem o engenho a velocidades supersónicas. O primeiro A-4b seria lançado a 27 de dezembro de 1944, caindo poucos segundos após a descolagem. O relatório posterior constatava que o sistema de controlo era demasiado fraco para enfrentar as forças aerodinâmicas do voo supersónico. Um segundo A-4b - com alguns aperfeiçoamentos - foi lançado em janeiro de 1945. Após uma descolagem perfeita, o engenho começou a descida, mas foi então que uma das asas se quebrou. Existiam também problemas quanto ao desenvolvimento de um sistema de guia que fosse capaz de levar o míssil à distância requerida. Por outro lado, von Braun sabia que o míssil na fase final de aproximação ao alvo - ou seja, quando em voo planado subsónico - seria vulnerável à aviação e antiaéreas inimigas. Alguém sugeriu a colocação de turbinas a reacção, mas a melhor opção, e aparentemente aquela que von Braun escolheria era a de fazer o míssil cair sobre o alvo depois de um mergulho, à custa de uma redução do raio de acção de 500 para 450 km.
A evacuação de Peenemünde para o sul da Alemanha marcaria o fim do programa A-4b, e o fim definitivo do mais directo sucessor do A-4.

## Imagens
- Um Aggregat-4b sendo transportado
- Um Aggregat-4b pronto para lançamento